# انتونیو کانیادا
انتونیو کانیادا (انگلیسی: Antonio Cañadas؛ زادهٔ ۱۳ ژوئن ۱۹۷۹) بازیکن فوتبال اهل اسپانیا است.
از باشگاه‌هایی که در آن بازی کرده‌است می‌توان به باشگاه فوتبال سابادل، باشگاه فوتبال الچه، باشگاه ورزشی رئال مایورکا، و باشگاه فوتبال رئال مورسیا اشاره کرد.